# Glasnost
Glasnost er russisk og betyder "åbenhed". Samtidig er det en politik, der blev lanceret af Mikhail Gorbatjov kort efter hans tiltræden som det kommunistiske partis generalsekretær i 1985 som et middel til at forandre Sovjetunionen. Glasnost blev koblet med perestrojka, der handler om forandring af den sovjetiske økonomi.

## Formål
Gorbatjovs hensigt med glasnost var at stække de konservative kræfter i kommunistpartiet, der var imod perestrojka. Ved at skabe grobund for åbenhed, diskussion og bred deltagelse i debatten håbede Gorbatjov at få det sovjetiske folk til aktivt at tage del i den økonomiske forandringsproces.

## Rækkevidde
I almindelighed opfattes glasnost i Vesten som ytringsfrihed, men det drejede sig først og fremmest om at gøre landets ledelse gennemskueligt for folket samt tilskynde det til at deltage i diskussionen herom. På den måde ville det blive muligt at stække de "apparatchik" eller pampere, der førhen havde haft total kontrol over økonomien. Glasnost muliggjorde diskussionen af fortidens og nutidens beslutninger samt kritik heraf, og derved håbede Gorbatjov på støtte til perestrojka fra folket.
Glasnost gav nye friheder til folket, herunder ytringsfrihed, som var en voldsom omvæltning i det land, hvor styret tidligere havde praktiseret ytringskontrol og hindring af kritik af styret selv. Der blev ligeledes mulighed for større frihed for medierne til at udtrykke sig. Imidlertid blev glasnost så stor en succes, at det gav bagslag for Gorbatjov, der selv kom under voldsom kritik for at holde fast i leninismen som basisideologi for reformerne. I den sidste ende betød det Sovjetunionens kollaps som kommunistisk stat og stat i det hele taget, idet en lang række områder og tidligere stater endte med at løsrive sig.

## Betydning
Censurens opblødning resulterede først i kommunistpartiets tab af kontrol over medierne. Snart begyndte disse, til autoriteternes fortrydelse, at påvise voldsomme sociale og økonomiske problemer, som regeringen hidtil havde benægtet eksistensen af samt holdt skjult. Det drejede sig f.eks. om elendige boligforhold, fødevaremangel, udbredt alkoholisme, voldsom forurening, stigende dødelighed samt diskrimination af kvinder. Endvidere kom betydeligt flere oplysninger frem om Josef Stalins rædselsregime til offentlighedens kendskab på grund af glasnost. Nikita Khrusjtjov havde ganske vist fået fjernet persondyrkelsen af Stalin, men der var hidtil ikke kommet ret meget frem om omfanget af brutalitet under hans styre. Dette var med til at ødelægge det glansbillede af livet i Sovjetunionen, og i stedet trække landets skyggesider frem i rampelyset. Dermed blev tilliden til systemet undermineret hos folket.
Den politiske åbenhed fortsatte med at give uventede resultater. I valg til de regionale forsamlinger i Sovjetrepublikkerne vandt nationalister stort. I og med at Gorbatjov havde svækket systemet, der tidligere ville have straffet sådanne politiske fejltrin, var det umuligt for centralregeringen i Moskva at styre disse republikker. Op gennem 1980'erne hørtes oftere og oftere krav om større uafhængighed af Moskvastyret, ikke mindst i de baltiske republikker, Estland, Letland og Litauen, der var blevet annekteret i Sovjetunionen i 1940 af Stalin. Også i andre sovjetrepublikker kom det til øget nationalisme, f.eks. i Ukraine, Georgien og Aserbajdsjan.
Fra midt i 1980'erne udnyttede de baltiske stater reformerne i forbindelse med glasnost til at hævde deres ret til at beskytte deres natur og historiske monumenter, og senere fulgte deres krav om suverænitet og uafhængighed. Balterne modstod pres udefra, og derved afslørede de et ubeslutsomt Kreml. Støtten til separatistiske tendenser i andre sovjetrepublikker satte yderligere trusler mod Sovjetunionen. Den nye russiske leder Boris Jeltsin, som støttede de baltiske landes krav, sikrede til sidst deres suverænitet.
I tilgift betød den stigende nationalisme under glasnost også en genopblussen af latente etniske spændinger over hele landet. Et eksempel fra februar 1988 er Nagorno-Karabakh, der er en region i det daværende Aserbajdsjans SSR, der primært er befolket af etniske armenere, som udsendte en resolution om at komme til at høre under Armenske SSR. På sovjetisk tv rapporterede man om vold mod lokale aserbajdsjanere, hvilket medførte en massakre på armenere i den aserbajdsjanske by Sumgait.
Den frihed, der opstod under glasnost, gav også stigende muligheder for samkvem mellem sovjetborgere og personer fra Vesten, ikke mindst fra USA. Blandt andet blev de meget restriktive rejsetilladelser lempet, så kulturelle og forretningsmæssige kontakter blev langt mere mulige. 
På trods af, at tusindvis af politiske fanger og dissidenter blev løsladt i glasnost-ånden, blev Gorbatjovs oprindelige mål om glasnost og perestrojka som middel til at reformere Sovjetunionen ikke opfyldt. I stedet blev staten opløst i 1991 efter et kupforsøg af konservative elementer mod Gorbatjovs reformer.